# Olios laevatus
Olios laevatus är en spindelart som först beskrevs av Eugène Simon 1897.  Olios laevatus ingår i släktet Olios och familjen jättekrabbspindlar.
Artens utbredningsområde är Etiopien. Inga underarter finns listade i Catalogue of Life.